# Il mugnaio, suo figlio e l'asino

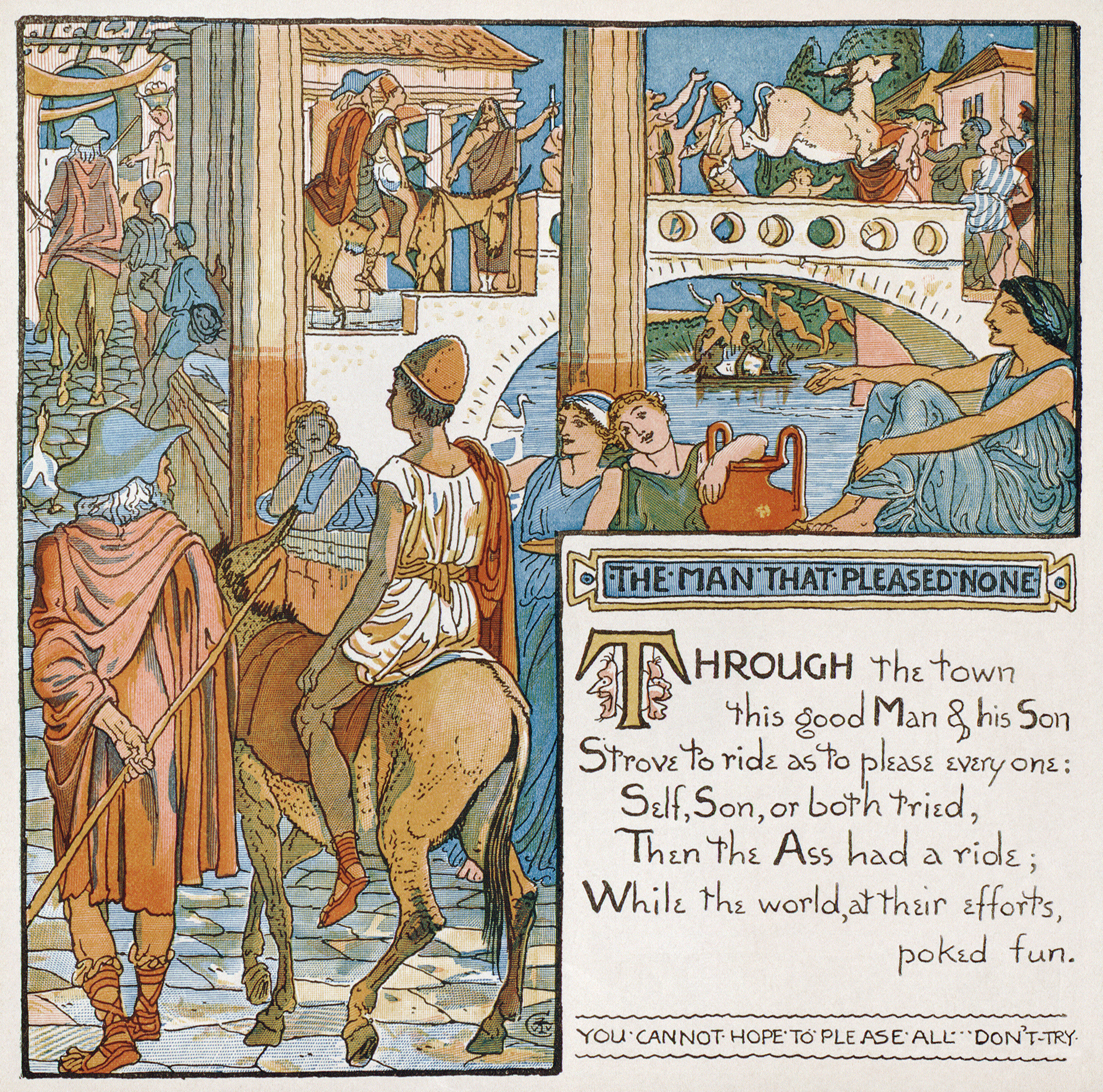
Un'illustrazione della favola da una raccolta per bambini delle favole di Esopo in cui il racconto viene intitolato The Man That Pleased None

Il mugnaio, suo figlio e l'asino è una favola ampiamente diffusa nel mondo e indicata con il numero 1215 nel sistema di classificazione dei racconti folkloristici sviluppato da Antti Aarne. Sebbene si ritenga che possa avere analoghi antichi, la prima versione esistente di questa favola si ritrova nell'opera dello scrittore arabo Ibn Sa'id al-Maghribi, vissuto nel XIII secolo, e molte sono state le versioni nate nel corso nei secoli sia in Oriente che in Europa, e che oggi appaiono in molte raccolte di questo stile letterario.

## Trama
In questa favola un uomo, che solitamente è un mugnaio, ma che nelle varie versioni ha assunto i più disparati ruoli, e suo figlio sono in viaggio accompagnati dal loro asino e, lungo la strada, subiscono le continue critiche dei passanti sul modo in cui trattano o usano l'animale. A seconda della versione, gli eventi sono ordinati in modo diverso, tuttavia vi è sempre la fase in cui entrambi camminano accanto all'asino e vengono quindi criticati per essere così stupidi da non cavalcare l'animale; in cui il padre cavalca e viene quindi accusato di far camminare il bambino; in cui il bambino cavalca e viene accusato di far camminare un povero vecchio; in cui entrambi cavalcano l'asino e sono quindi accusati di sovraccaricare la povera bestia e in cui i due decidono infine di trasportare l'asino, legato a un palo o caricato sulla schiena, suscitando l'ilarità generale e decidendo infine di risparmiare l'asino, tornando a casa, o di uccidere il povero animale in modi diversi a seconda della versione.
La morale della favola è naturalmente che non c'è modo di accontentare tutti, poiché ognuno ha la sua opinione, e che anzi, cercare di compiacere tutti significa privarsi della libertà di essere sé stessi, ossia che, in senso più ampio: sacrifichiamo la nostra identità plasmandola a misura di chi abbiamo di fronte mentre dovremmo capire che non possiamo compiacere tutti.

## Storia

### Mondo arabo
Sebbene la favola sia talvolta collocata nelle raccolte delle favole di Esopo, noto favolista greco vissuto nel VI secolo a.C., la più antica occorrenza documentata della favola si trova nell'opera dello storico, geografo e poeta arabo, Ibn Sa'id al-Maghribi vissuto ad Al-Andalus tra il XII e il XIII secolo.
Delle molte versioni presenti nel folklore orientale, una è inclusa nel corpus letterario di Nasreddin Khoja, figura favolistica che la cultura turca vorrebbe vissuta intorno al XIII secolo ad Akşehir e che, sotto il nome di Guha, ossia Giufà, è presente anche nella favolistica araba-siciliana. Alla fine della favola, Nasreddin, protagonista del racconto assieme al figlio, dice a quest'ultimo: "Se mai dovessi entrare in possesso di un asino, non tagliargli mai la coda in presenza di altre persone. Alcuni diranno che hai tagliato troppo, e altri che hai tagliato troppo poco. Se vuoi piacere a tutti, alla fine il tuo asino non avrà più coda."

### Europa
Il racconto del mugnaio fa la sua apparizione nell'Europa medievale a partire dal XIII secolo in raccolte di parabole create per essere incluse nei sermoni, di cui il Liber de similitudinibus et exemplis di Jacques de Vitry rappresenta l'esempio più antico.

Come membro di una raccolta di favole vere e proprie, essa fa invece la sua prima apparizione nell'opera El Conde Lucanor, scritta tra il 1330 e il 1335, in castigliano, da Don Juan Manuel, dove compare con il titolo Lo que sucedió a un hombre bueno con su hijo , ossia: "Cosa è successo a un brav'uomo con suo figlio". In questo caso la morale data è: 
Cerca il tuo beneficio e non lasciarti trasportare»
buscad vuestro provecho y no os dejéis llevar»
Nella versione del 1335, l'episodio dei due che trasportano l'asino è assente così come quello della morte del povero asino, tuttavia entrambi appaiono nel libro Facetiae, scritto nel 1450 dall'umanista fiorentino Poggio Bracciolini, dove la storia è raccontata come quella che un segretario papale ha sentito e visto raffigurata in Germania e che alla fine vede il vecchio, messosi in viaggio con il figlio per vendere l'asino al mercato, così frustrato dalle continue critiche da gettare l'asino nel fiume. Mentre la stessa versione è annoverata anche tra le Fabulae centum ex antiquis auctoribus delectae et a Gabriele Faerno Cremonensi carminibus explicatae di Gabriele Faerno, pubblicate per la prima volta a Roma nel 1563, e fu pubblicata anche come poesia di apertura nelle Cento favole bellissime de i più illustri antichi, e moderni autori Greci, e Latini di Giovanni Maria Verdizotti nel 1570, una diversa versione è quella pubblicata nel 1531 dal maestro cantore tedesco Hans Sachs. In questa rivisitazione, un ragazzo domanda al padre perché essi vivano isolati nei boschi e il padre gli risponde che la ragione è il fatto non c'è modo alcun di piacere a tutti a questo mondo. Volendo avere conferma di quanto detto dal padre, il ragazzo decide di mettersi in viaggio con il genitore e il loro asino subendo, lungo il tragitto, ogni tipo di critica da parte delle persone sul modo in cui trattano l'animale. Alla fine, stremati, i due picchiano a morte l'asino e, dopo essere stati criticati anche per questo, decidono di ritirarsi nuovamente nella foresta. La versione in latino pubblicata in Germania nel 1551 da Joachim Camerarius con il titolo Asinus Vulgi ricalca la versione del Bracciolini, con l'unica variazione che padre e figlio gettano l'asino da un ponte: è questa la versione che l'astrologo danese Nicolaus Heldvader, vissuto tra il XVI e il XVII secolo, utilizzerà per la sua traduzione in danese della favola.
Una versione che vede l'ordine degli episodi radicalmente alterato è quella pubblicata da Jean de La Fontaine nella sua raccolta Fables choisies mises en vers del 1668. In tale versione, la storia inizia con il padre - qui un mugnaio - e il figlio che trasportano l'asino in modo che arrivi fresco e riposato al mercato, dove hanno intenzione di venderlo, tuttavia, le risate degli astanti convincono di volta in volta i due a cambiare disposizione, finché alla fine il mugnaio perde la pazienza e si convince che da allora in poi farà solo quel che ritiene giusto per sé stesso certo del fatto che qualcuno avrà sempre da ridire, qualunque siano le circostanze.

## La favola nell'arte

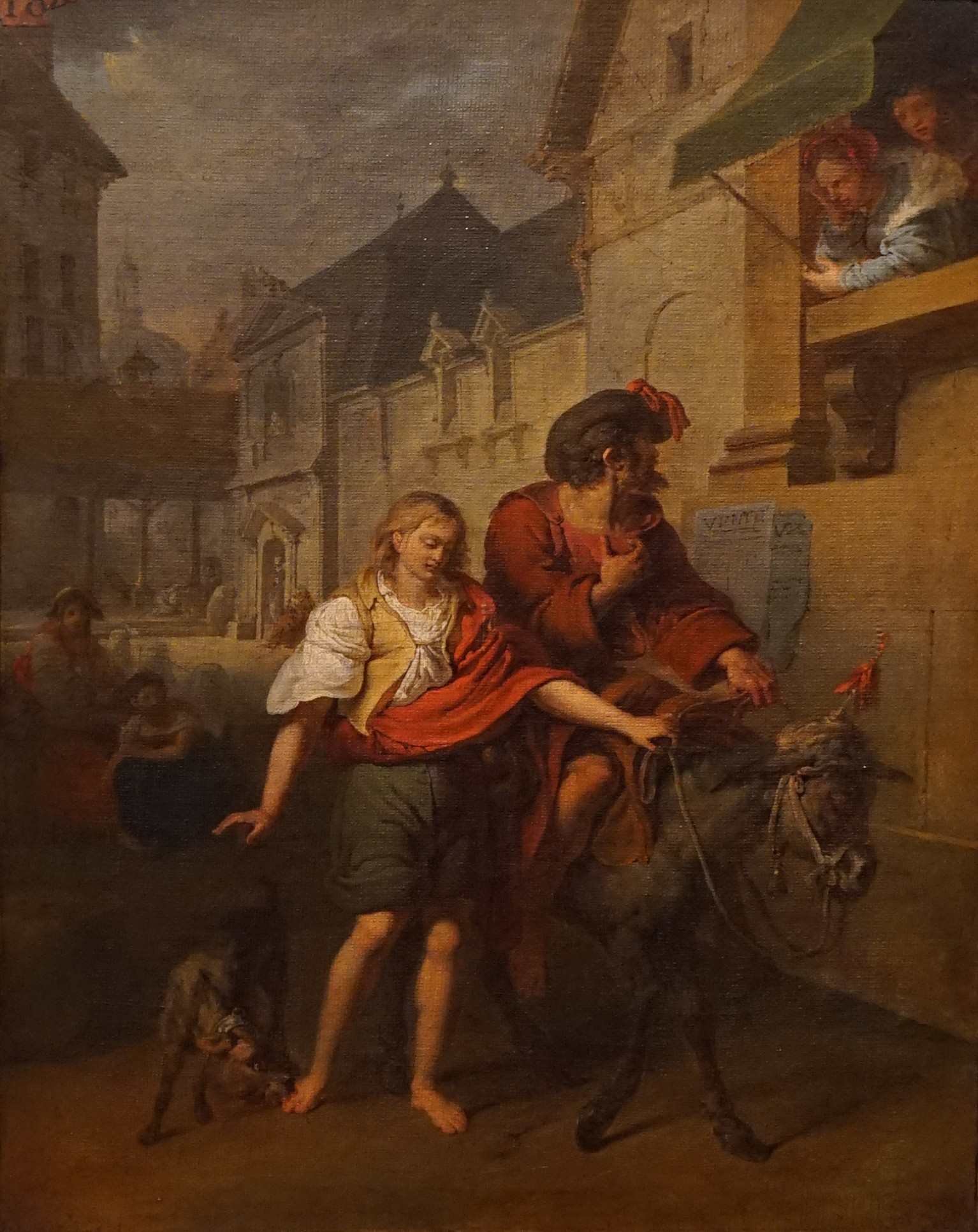
Il dipinto Meunier, son Fils et l'Âne, realizzato da Hortense Haudebourt-Lescot tra il 1810 e il 1845 e oggi esposto al Musée Jean de La Fontaine di Château-Thierry

Al di là delle illustrazioni delle raccolte in cui è apparsa, alcune delle quali citate nei paragrafi precedenti, nel corso dei secoli la favola del mugnaio, di suo figlio e dell'asino è stata rappresentata moltissime volte da vari artisti su oggetti di arredamento, di largo consumo e persino su un francobollo, come accadde in Ungheria nel 1960. Così, ad esempio, nel 1817, il pittore francese Hippolyte Lecomte, noto per le sue rappresentazioni storiche, progettò una litografia della favola destinata all'esposizione casalinga, mentre più tardi, sempre nel XIX secolo, la favola fu il soggetto di una serie di cartoline realizzate dal noto marchio francese di cioccolatini Maison Chocolat Guérin-Boutron e da altre azienda ancora. Ancora, nel 1835, il barone Bastien Felix Feuillet de Conches, grande appassionato delle favole di La Fontaine, chiese al generale Allard, in congedo dal servizio del maragià Ranjit Singh ma in procinto di tornare a Lahore l'anno successivo, di far realizzare una miniatura di questa e di altre favole al pittore indiano Imam Bakhsh Lahori. Oggi l'opera, che mostra i vari episodi in sequenza lungo una strada costeggiata di palazzi in stile indiano, è esposta al Musée Jean de La Fontaine di Château-Thierry, così come il dipinto a olio di Hortense Haudebourt-Lescot, raffigurante il padre a cavallo dell'asino con il figlio che tiene le briglie, mentre una serie di 9 dipinti a olio raffiguranti gli episodi della favola e realizzata nella seconda metà dal XIX secolo dallo statunitense Elihu Vedder è oggi esposta al Metropolitan Museum of Art di New York.

Oltre che di simbolisti statunitensi come Vedder, la favola è stata il soggetto anche di diversi rappresentanti del simbolismo europeo, quali ad esempio Marc Chagall, che l'ha ritratta in un'acquaforte nel 1952, e André Planson, che ne ha realizzato una litografia nel 1961.